# Eichenberg (bei Jena)
Eichenberg ist eine Gemeinde im Südwesten des thüringischen Saale-Holzland-Kreises und Teil der Verwaltungsgemeinschaft Südliches Saaletal. Die Gemeinde Eichenberg besteht aus den Dörfern Eichenberg, Dienstädt, Kleinbucha, Martinsroda und dem vorgeschobenen Ortsteil Dehnamühle. Die Gemeinde liegt ungefähr acht Kilometer von Kahla entfernt. Sie liegt am Bach des Dehnatals, einem Seitenausläufer der Saale. Die Höhe ü.NN liegt zwischen 200 und 445 m.

## Geschichte

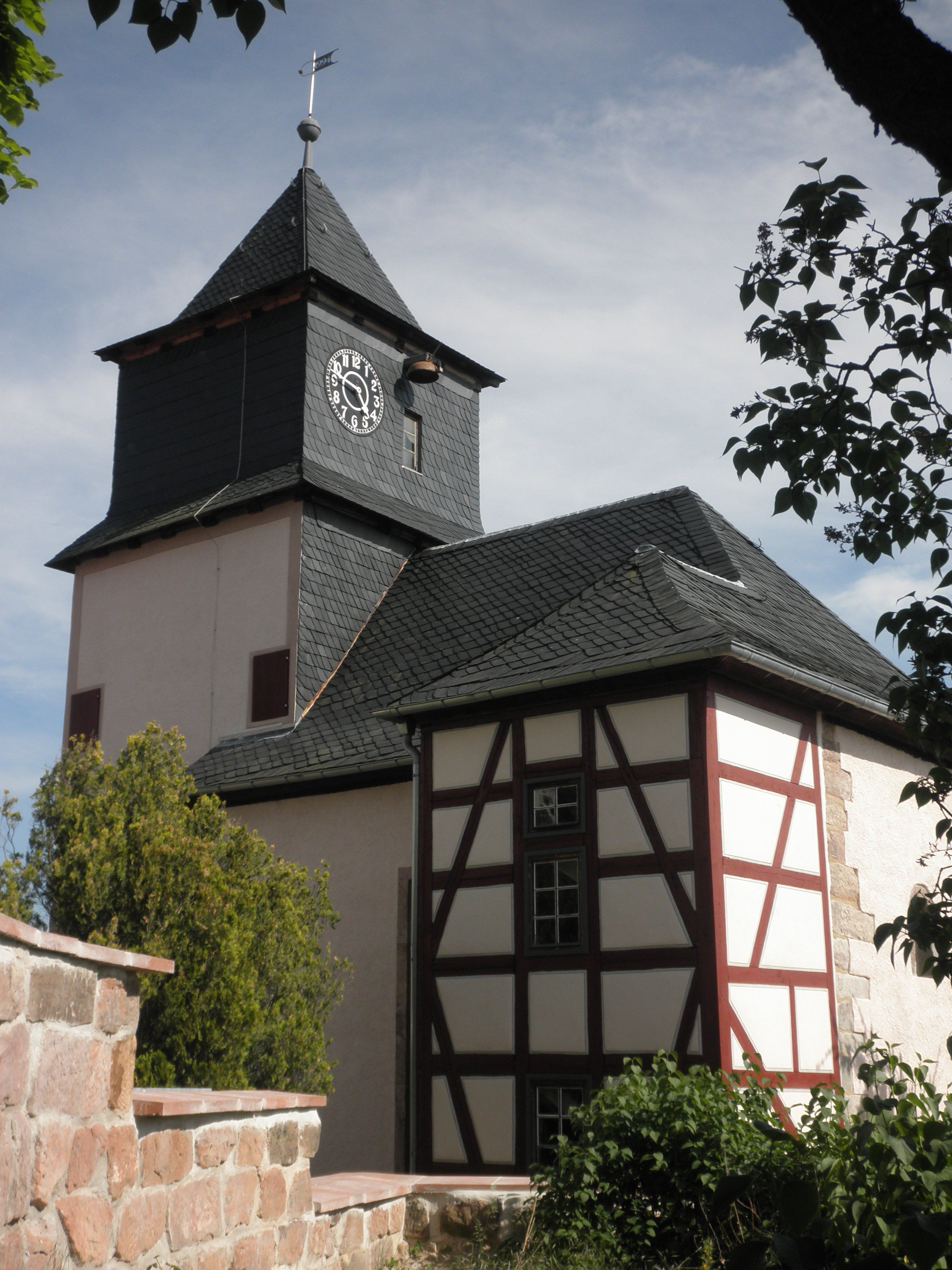
Dorfkirche Eichenberg (2012)

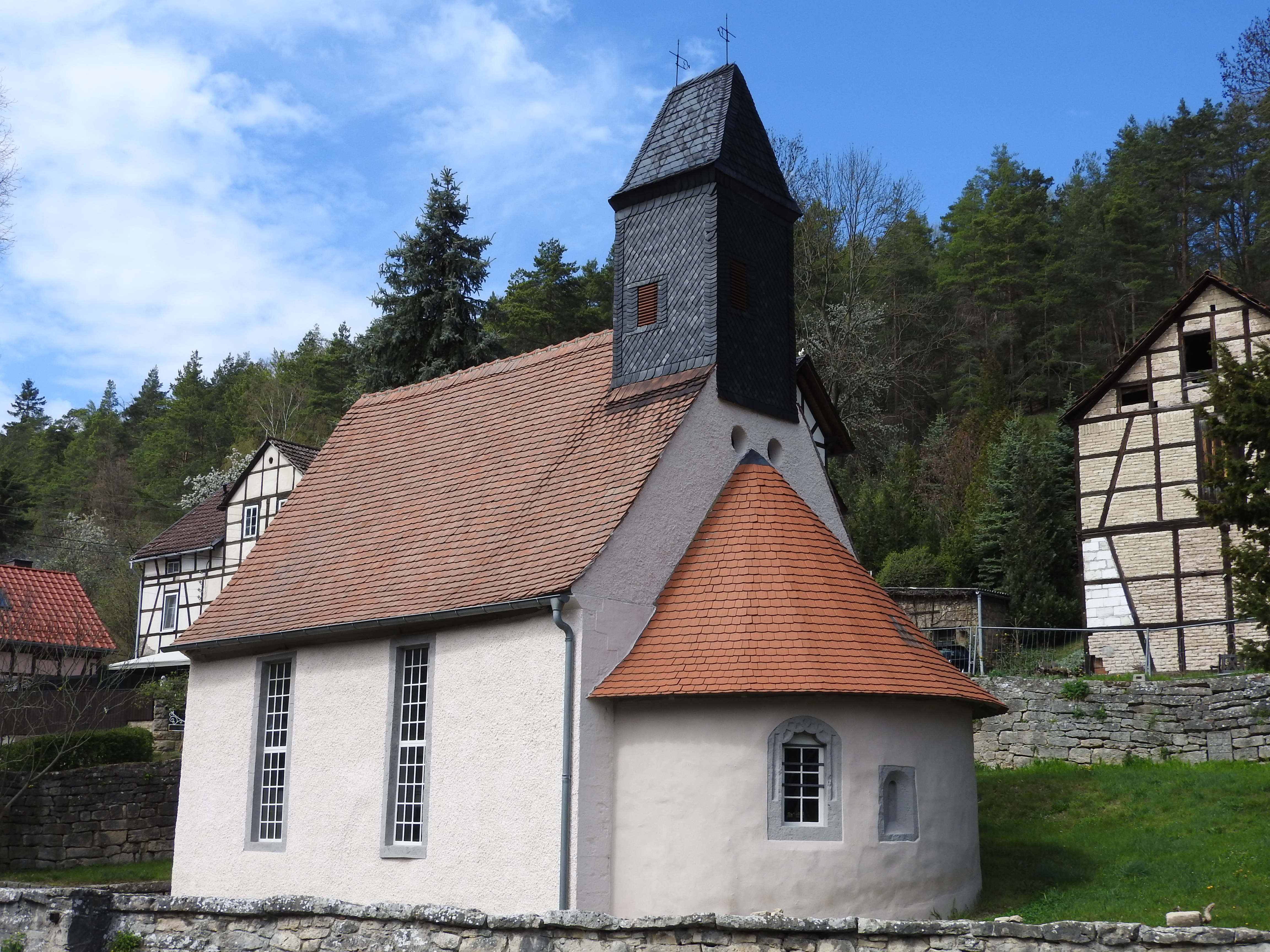
Kirche Kleinbucha (2020)

Der Ort Eichenberg, auf einem Hochplateau der Ilm-Saale-Platte gelegen, wurde erstmals urkundlich 1083/84 genannt.
Einst führten durch Eichenberg die von Nord und Nordwesten kommenden Altstraßen, die bei Großeutersdorf die Saale überquerten. Die damalige Existenz der Straßen war wahrscheinlich Ursache der Bedeutung des Hochplateaus. Es wurden Siedlerstellen und Grabhügel im Flurstück Hain der Hochebene gefunden.
Seit dem späten Mittelalter gab es ein Rittergut im Ort. 1923 war Emil Schleip Pächter des 307 Hektar großen Gutes. Entsprechend der Entwicklung in der SBZ wurde der Betrieb nach dem Zweiten Weltkrieg Neubauern und Umsiedlern übereignet.

## Sehenswürdigkeiten

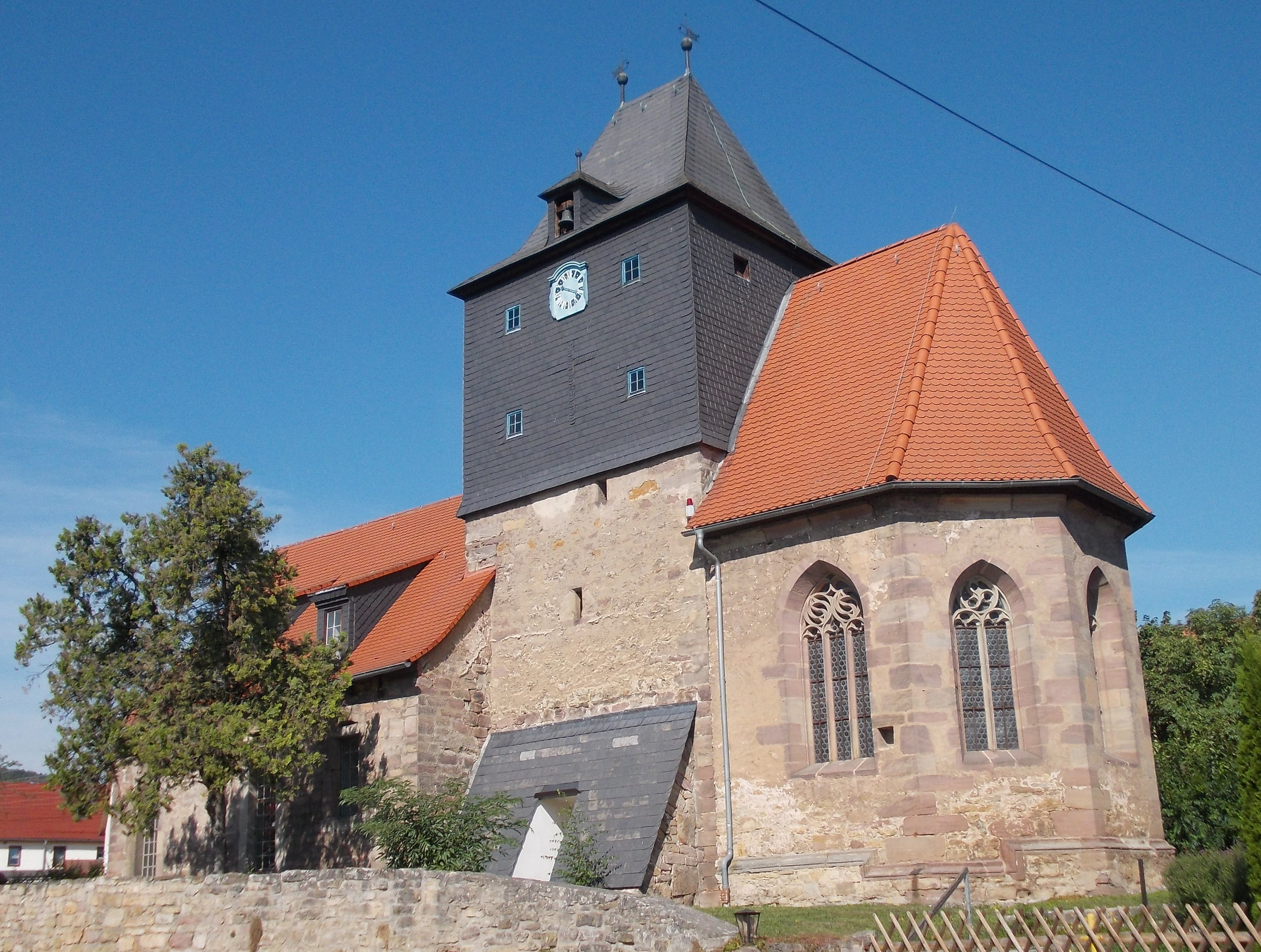
Kirche St. Sebastian Dienstädt

- Kirche Eichenberg
- Kirche Dienstädt
- Kirche Kleinbucha

## Wappen
Beschreibung: „In Silber, gespalten von einer eingepfropften roten Spitze, darin ein Buchenblatt über drei Lindenblättern. Vorn auf grünem Dreiberg ein grüner Eichenbaum mit fünf Früchten, hinten ein schrägrechter blauer Wellenbalken.“